# Hygrochroa floramia
Hygrochroa floramia är en fjärilsart som beskrevs av Dyar 1926. Hygrochroa floramia ingår i släktet Hygrochroa och familjen silkesspinnare. Inga underarter finns listade i Catalogue of Life.